# 蘇有志
蘇有志（1863年10月22日—1915年9月23日），號春明。臺灣臺南大目降街觀音廟人（今臺南市新化區觀音里），為1915年西來庵事件參與者與資助者。

## 簡介
臺南的臺語俗諺曰：「余清芳，害死王爺公。王爺公無保庇，害死蘇阿志。蘇阿志無仁義，害死鄭阿利。」就是在講述此事，民間之所以言「王爺公無保庇」者，乃因蘇有志藏身於王爺神案底下，卻遭揪出。
1981年9月，臺南縣政府決議表彰蘇有志英勇抗日的事蹟。於新化鎮虎頭埤風景區豎立「抗日烈士蘇有志銅像」一座。

## 宅邸
新化蘇氏古宅：清道光22年（1842年）建立，第三代蘇光訓為遜清武秀才。來台至今約已傳有九代。

## 世系
成大教授蘇友泉（蘇家第十四代，來台第七代）確認蘇家來台第一代祖先為蘇馨甫，朝廷封為授鄉欽賓。下有二子蘇振德、蘇振芳。
蘇振德（來台第二代），受朝廷封為授鄉欽賓，妻嚴氏甜娘（封孺人）、謝氏緣娘（封孺人），有四子（蘇樹、蘇葉、蘇誥、蘇本），蘇誥即蘇光訓，為遜清武秀才。故居就是新化知名的蘇家古厝。
蘇振芳（來台第二代），新化首富，清誥封軍功五品，妻李氏，有二子弟（蘇有福、蘇有志），曾名列台南文獻孝賢名冊。
蘇有志（來台第三代），抗日志士。
蘇有志育有二子（第四代），分別是蘇水法（曾任西來庵五福王爺廟董事）、蘇江抱。